# Liv (film fra 2011)
|  | Denne artikel er oprettet af botten Steenthbot ud fra en ekstern database. Den kan derfor have sproglige fejl eller mangler. Denne skabelon kan fjernes efter kontrol af indholdet. |

 For alternative betydninger, se Liv (flertydig). (Se også artikler, som begynder med Liv)
Liv er en dansk kortfilm fra 2011 instrueret af Rasmus Kloster Bro efter eget manuskript.

## Handling
'Liv' er historien om en ung fisker, Verner, og den landsby, han bor i. Verner burde ikke længere tage på havet, for hjertet kan ikke holde til det hårde arbejde. Men det er der, han hører til, og han udfordrer derfor sit eget helbred ved at fortsætte. Samtidig prøver drengen Jeppe, der selv drømmer om at blive fisker, desperat at få hans opmærksomhed. Sammen tager de ud på deres sidste og første færd på havet.

## Medvirkende
- Johny Olsen, Verner
- Thomas Rasmussen, Jeppe